# Cardellina pusilla
Cardellina pusilla là một loài chim trong họ Parulidae.

## Hình ảnh

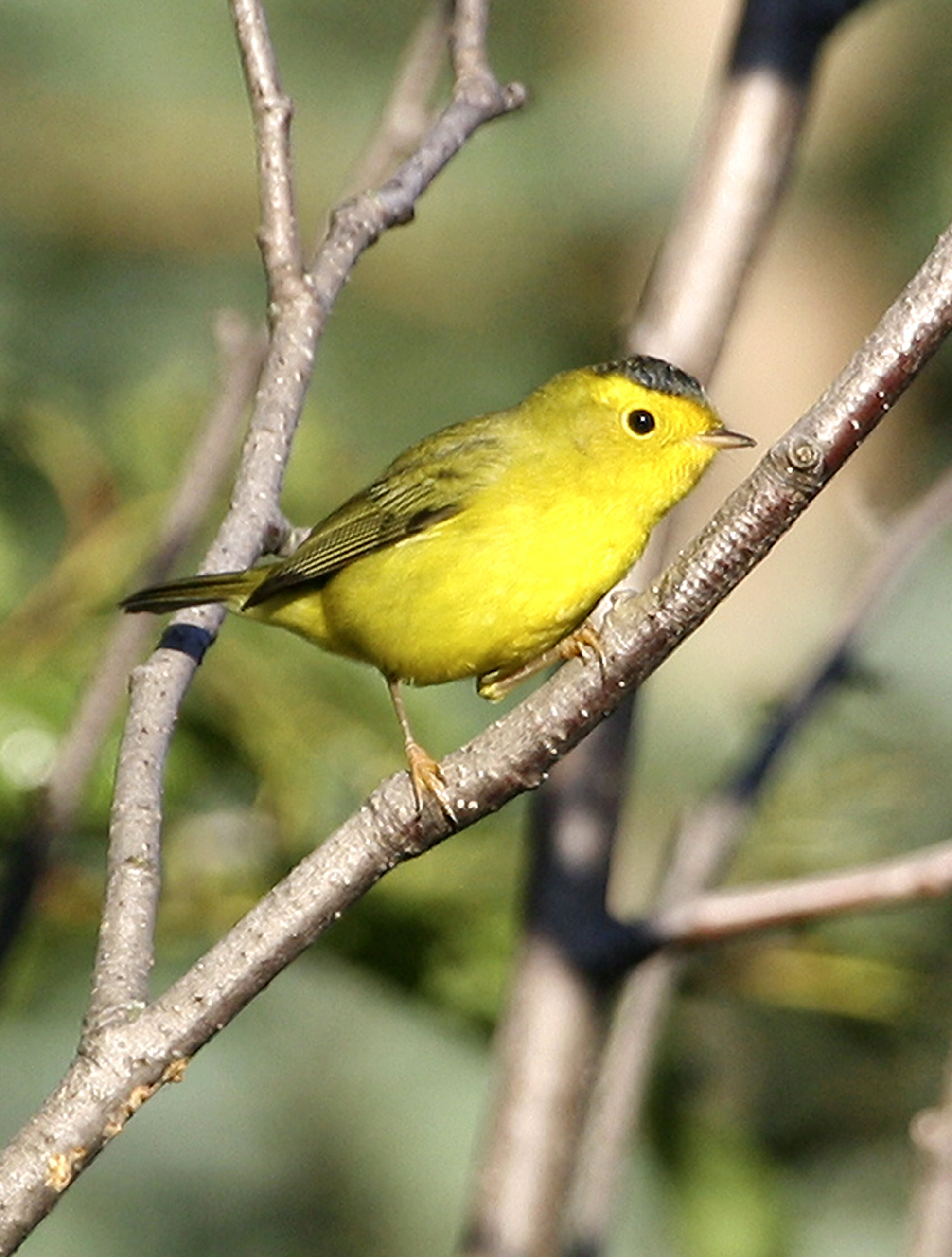
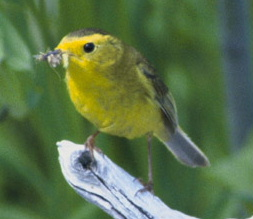
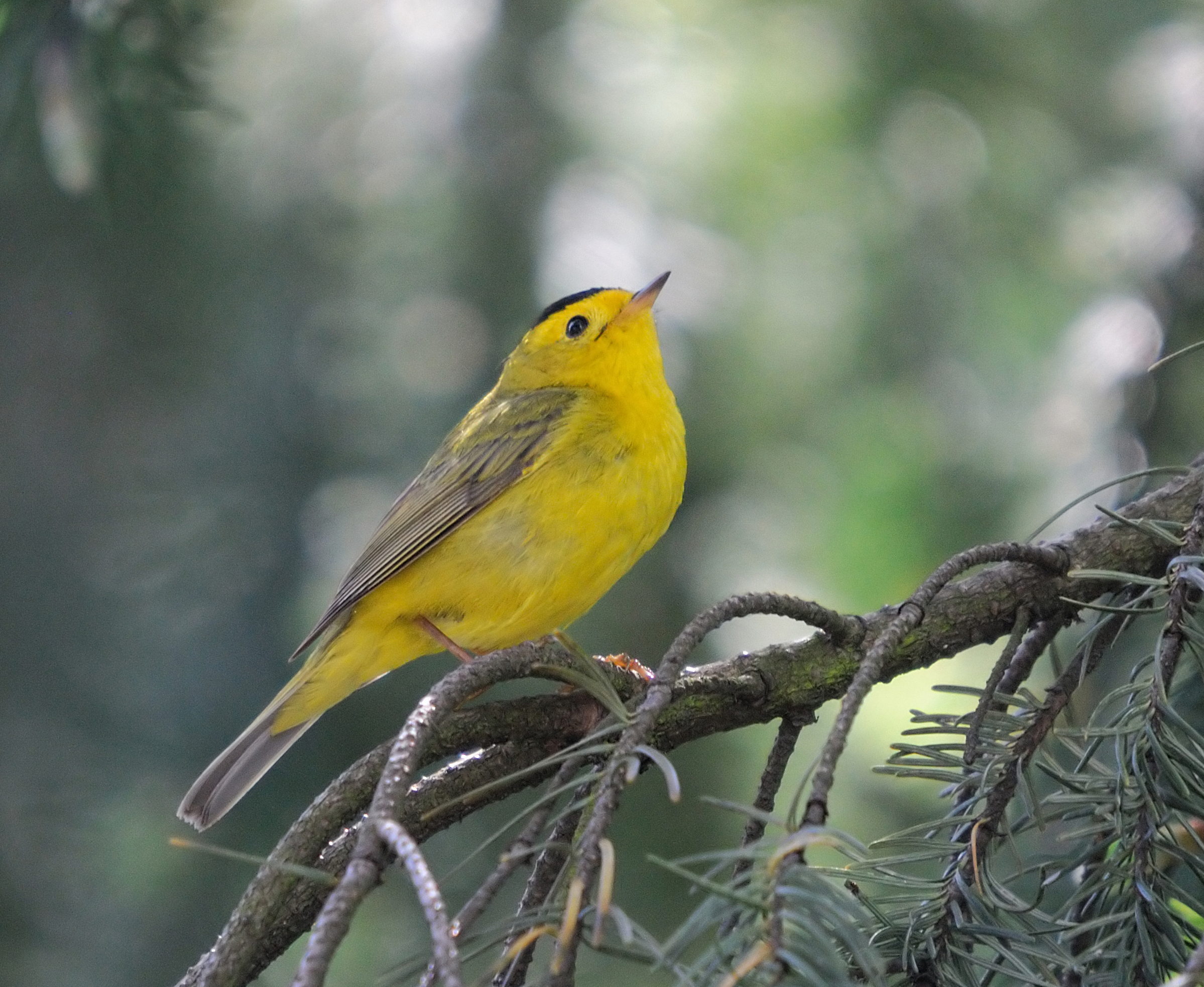
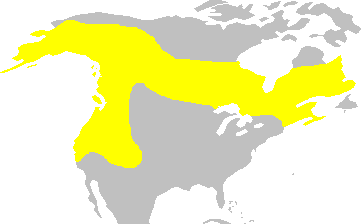
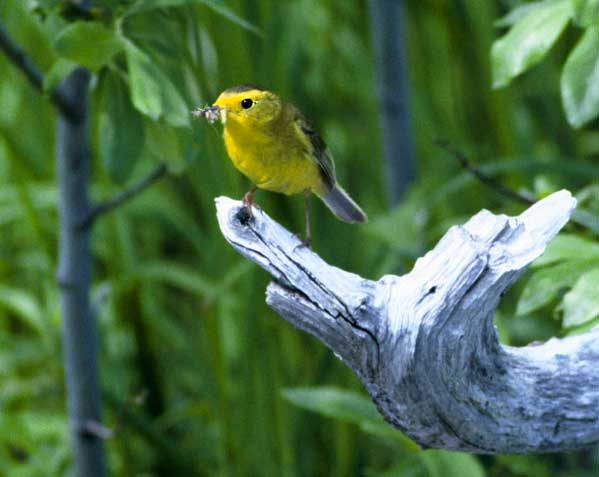